# Trichocyclus hirsti
Trichocyclus hirsti is een spinnensoort uit de familie trilspinnen (Pholcidae). De soort komt voor in Zuid-Australië.